# Новик (остров)
Но́вик — остров архипелага Северная Земля. Административно относится к Таймырскому Долгано-Ненецкому району Красноярского края.
Расположен в 600 метрах к северу от мыса Гвардейцев — северо-восточного окончания острова Октябрьской Революции.
Представляет собой небольшой округлый скалистый остров диаметром не более 250 метров.
Назван в 1962 году в честь крейсера II ранга «Новик».